# 松原弘明
松原 弘明（まつばら ひろあき、1957年3月19日 - ）は日本の医学者、医師。専門は循環器内科学。 
1982年、関西医科大学医学部卒

## 研究・著作
松原は、彼は関西医科大学大学院を卒業し、医学博士の学位を取得した。
その後、国立循環器病研究センターのフェロー、米国ハーバード大学医学部の循環器内科フェローを務め、関西医科大学循環器内科・心臓病センターの准教授、前京都府立医科大学循環器内科学教授、元京都大学付属病院探索医療センターの客員教授 (重症心不全細胞移植プロジェクトのプロジェクトリーダー)を歴任した。

松原は日本内科学会の認定医 (評議員)、循環器内科専門医 (評議員・理事)、高血圧内科専門医 (評議員・理事)、内分泌代謝内科専門医 (評議員)を歴任している。また、大阪府難病指定医、点滴療法学会認定会員、高濃度ビタミンC研究会認定会員、日本再生医療学会 (評議員) の会員である。現在は医療法人の真樹会グループの理事長を務め、同会のひかりハートクリニックでは、一般内科、循環器内科、糖尿病代謝内科、腎臓内科を担当している。

## 受賞
- 1989年 - 東洋紡バイオテクノロジー研究財団　研究奨励賞
- 1990年 - アメリカ心臓協会マサチューセッツ州フェローシップ　研究助成
- 1992年 - チバガイギー科学研究振興財団　研究奨励賞、持田記念医学薬学振興財団　研究奨励賞、上原記念生命科学財団　研究奨励賞
- 1993年 - 臨床薬理研究振興財団　研究奨励賞、アメリカ心臓協会分子循環器部門　研究奨励賞（優秀賞）、日本分子循環器研究会　研究奨励賞、金原一郎記念医学医療振興財団　研究奨励賞
- 1994年 - 臨床薬理研究振興財団　研究奨励賞、内藤記念研究振興財団　研究奨励賞、かなえ新薬研究振興財団　研究奨励賞、関西医科大学　加多乃賞
- 1996年 - 日本医師会　医学研究奨励賞、成人血管病研究奨励財団　岡本研究奨励賞、地域医学研究基金　研究奨励賞、日本心臓財団　心血管病研究助成
- 1997年 - 日本分子循環器研究会　研究奨励賞（再受賞）
- 1999年 - 関西医科大学　佐々木賞[1]